# アオバラヨシノボリ

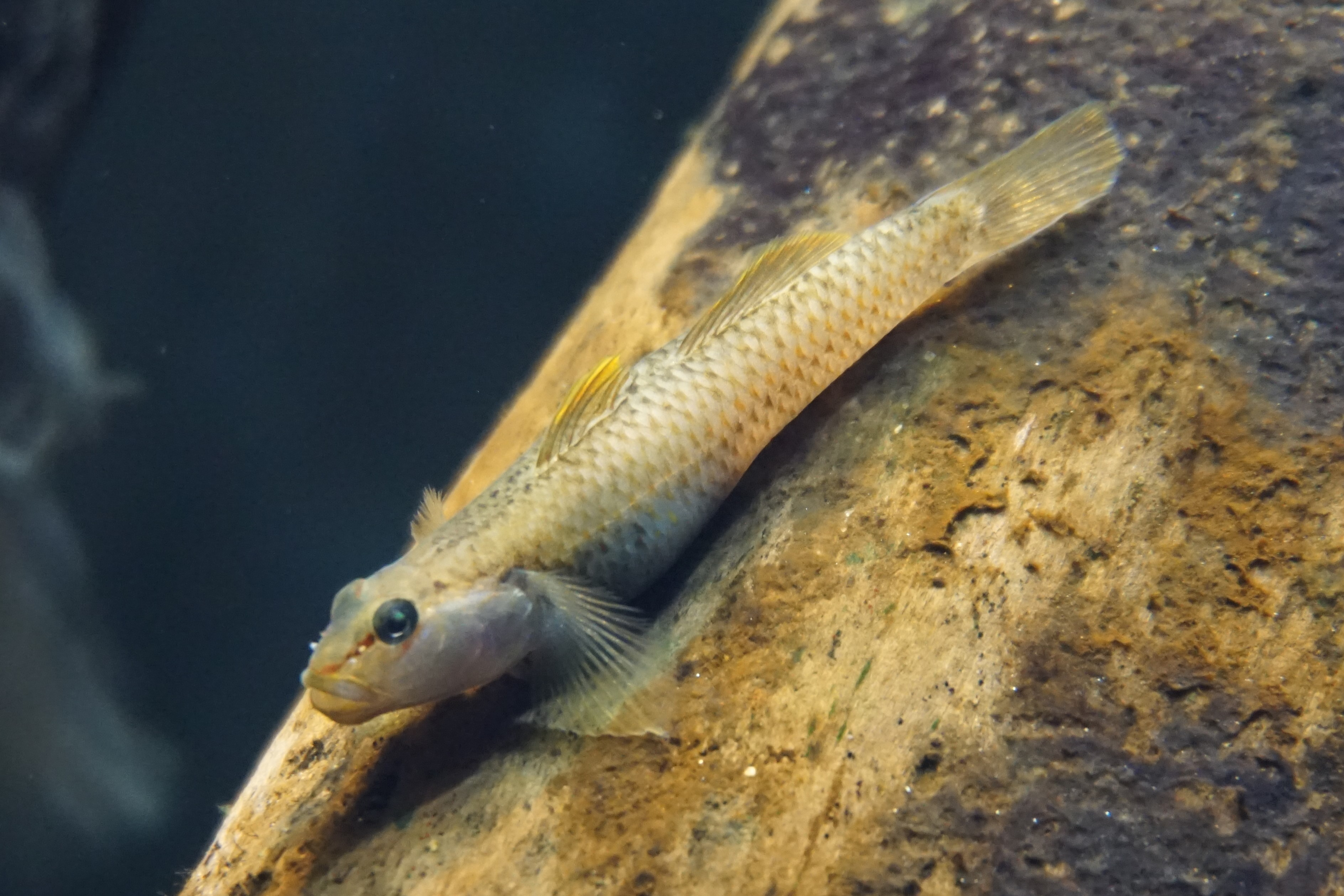
琵琶湖博物館のアオバラヨシノボリ

アオバラヨシノボリ（Rhinogobius sp. BB）は、河川陸封型のヨシノボリの1種。沖縄島北部のみに分布するやんばるの固有種で、メスは腹が青く染まり、オスは橙色になる。

## 分布
沖縄島北部の固有種で、読谷村と名護市以北に分布する。いわゆるやんばるの森に生息する貴重な淡水魚である。

## 形態
全長4 - 6 cm。頬や背鰭、尾鰭などに模様は無い。オスの婚姻色は橙色で、特に背鰭、尾鰭、臀鰭が強く染まる。腹部と頬には瑠璃色の斑紋がない。オスの第1背鰭は高い烏帽子型である。腹鰭は縦長である。また成熟したメスの腹は青く染まる。オスの背鰭や尾鰭は黄色く縁取られている。胸鰭条数は16 - 19、縦列鱗数は33 - 35、背鰭前方鱗数は5 - 13。卵は長径4.0-4.6mm、紡錘型で付着糸により石の下面に付着する。産卵床は流れの緩やかな平瀬に多く認められ、オスが卵を保護する。1999年の研究では、野外で採集した産着卵11例のうち2例は、発生段階の異なる2卵塊が産み込まれていた。2例とも孵化直前の卵と発眼直後の卵塊であり、いずれも1個体のオスが保護していた。

## 生態
河川上流域から中流域にかけての、流れが緩やかな淵に生息し、単独で生活する。比較的規模の大きな河川に分布する傾向にあ
るとされている。比較的砂底を好む。3月～9月頃に、川底の石の下で行われ、卵は巣穴天井部の石に産みつける。中卵型で、卵はキバラヨシノボリと同じく0.5㎜であり、ふ化仔魚は海には下らず淵などで成長する河川陸封型のヨシノボリ。
アオバラヨシノボリの分布する川ではヨシノボリ類が互いに分布域を異にしている。アオバラヨシノボリは上流域～中流域の比較的勾配の緩やかな淵に、アヤヨシノボリは中流域～下流域の淵を中心に、シマヨシノボリ琉球列島亜種は中流域～下流域の瀬に、ゴクラクハゼは中流域～河口域を中心に、ケンムンヒラヨシノボリは渓流域の早瀬に分布しており、棲み分けをしている。クロヨシノボリやキバラヨシノボリはアオバラヨシノボリと同じ地域に分布しているが、同じ河川には分布しない。
雑食性であるが、陸生昆虫を多く捕食する傾向がある。

## 別名
琉球列島では本種含めヨシノボリ類はイーブーと呼ばれてきた。

## 研究史
アオバラヨシノボリは、キバラヨシノボリと一括りにヨシノボリ中卵型と呼ばれていた。1968年や1975年の論文では、カワヨシノボリと両側回遊型ヨシノボリの中間的な大きさの卵を産むものとしてヨシノボリ中卵型が報告されている。また、この時点で、アオバラヨシノボリの河川陸封型の生活史が明らかとなっている。1985年になると、中卵型のうち、琉球列島に固有な個体群の存在が示唆されるようになり、これがアオバラヨシノボリの存在の最初の発見である。現在ではキバラヨシノボリ種群はアオバラヨシノボリと系統的に大きく離れていることが分かっており、1994年にはそれが示唆されていた。
アオバラヨシノボリは新種記載がされておらず、「アオバラヨシノボリ」という標準和名があるものの、学名は未定である。
近年の研究で、沖縄島の東岸の個体群と西岸の個体群では遺伝的な差異が存在することも指摘されている。また沖縄本島北部の南北でも遺伝的な差異が存在する。

## 保全状況
ヨシノボリ属魚類としては唯一環境省レッドリストで絶滅危惧ⅠA類に指定されている。現在は絶滅した水系も生じており、本種の生殖状況は危機的な状況である。羽地ダムの建設及びダム湖の出現により、羽地ダム上流域に生息するアオバラヨシノボリの生息範囲が大幅に縮小した。そして、生息範囲が縮小することで環境の多様性が低下し、渇水や洪水などの影響を受けやすくなり、生息環境の不安定化が生じている。羽地大川水系のアオバラヨシノボリは、生息範囲の縮小、生息環境の不安定化及び増加した同属他種との競合といった要因が複合的に作用し、減少したと考えられる。
絶滅危惧IA類 (CR)（環境省レッドリスト）